# August Beskow

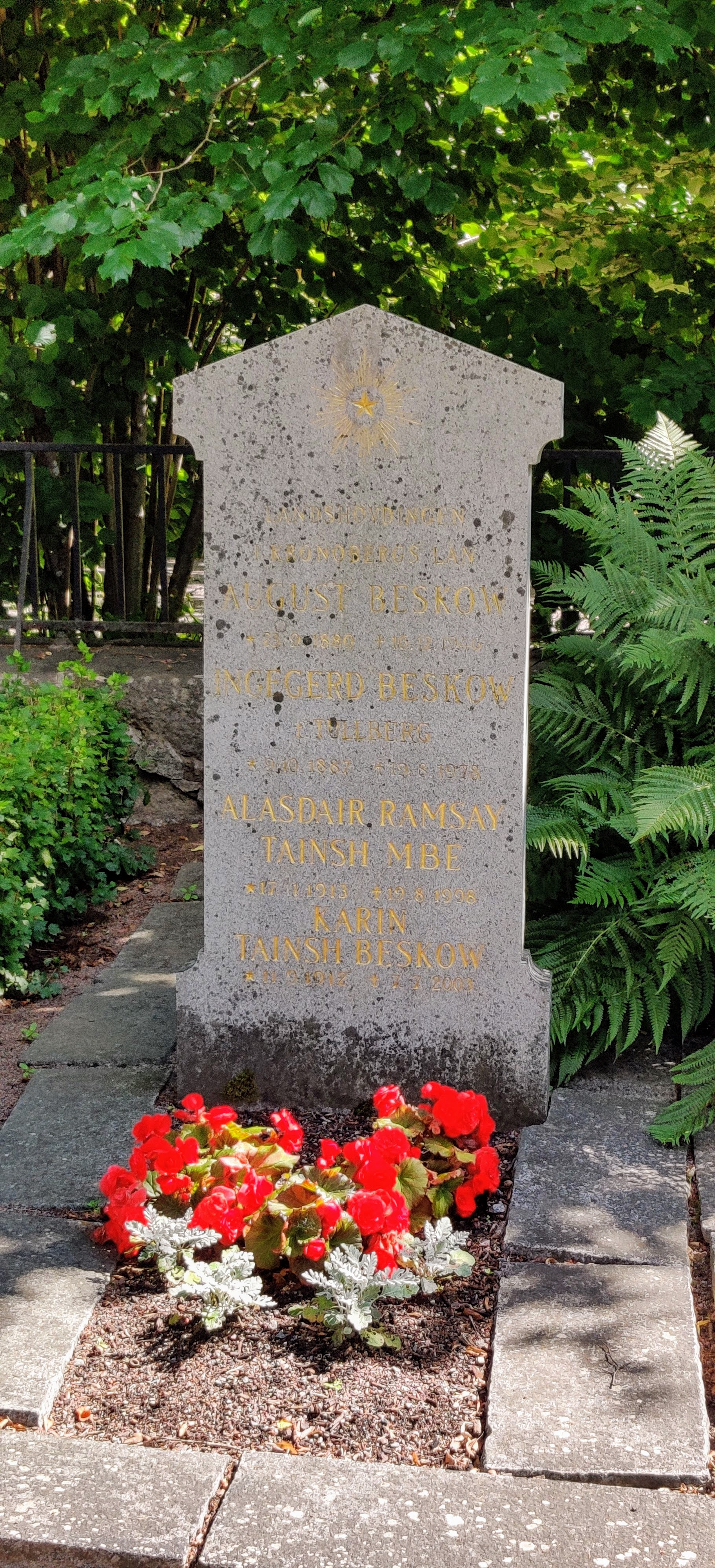
Gravvård för August Beskow på Uppsala gamla kyrkogård.

Einar August Beskow, född den 23 september 1880 i Stockholm, död där den 16 december 1946, var en svensk jurist och ämbetsman.
Beskow avlade hovrättsexamen i Uppsala 1901 och var verksam som fiskal i Svea hovrätt från 1912. Han blev hovrättsråd 1914 och expeditionschef i civildepartementet 1915. År 1920 blev han statssekreterare i kommunikationsdepartementet.
Beskow var tillförordnad landshövding i Norrbottens län 1923–1925 och 1925–1944 landshövding i Kronobergs län. Åren 1928–1930 var han dessutom konsultativt statsråd i Arvid Lindmans andra regering.
Beskow blev kommendör av andra klassen av Nordstjärneorden 1918, kommendör av första klassen av samma orden 1921 och kommendör med stora korset 1933.
August Beskow var son till Wilhelm Beskow och gift med Ingegerd Beskow. Han var far till Einar Beskow. Makarna är gravsatta i hustruns familjegrav på Uppsala gamla kyrkogård.